# 述律糯思
述律糯思，述律平五世祖，生约于中晚唐时期，《辽史》称述律氏“本回鹘糯思之後”或“其先回鹘人糯思”，不过述律平本人并不通晓回鹘语，南宋叶隆礼的《契丹国志》称述律氏为“本国契丹人也”。
述律糯思的后代被賜姓萧，是为契丹萧姓的一支，与审密部的拔里氏、乙室已氏，并称萧氏外戚三族。辽太宗、穆宗、景宗、兴宗、道宗等辽朝五位皇帝的生母述律平、蕭撒葛只、蕭溫、蕭耨斤、萧挞里皆出自述律氏。

## 族属

### 回鹘说
在辽朝统治集团中，以耶律皇族与述律氏外戚最为尊贵。主张述律氏是回鹘族的，认为《辽史》在《后妃传》、《营卫志中》、《外戚表》等多处明确指出述律平的先祖是回鹘人是可信的。公元8世纪下半叶时回鹘强盛，契丹为其臣属，史载回鹘遣使“监护其国，责以岁遗”，在《资治通鉴》也记载“奚、契丹羁属回鹘，各有监使，岁督其贡赋”。述律平出生于879年，时距840年回鹘汗国灭亡仅40年，是述律糯思第五代孙，早在回鹘汗国灭亡前，述律氏就已经定居契丹的辽河地区。学者认为，述律糯思可能就是回鹘可汗派往契丹“督其贡赋”的监使之一。学者认为《契丹国志》所记载的“本国契丹人也”，有可能指“契丹国人”，其次“本国契丹人”与述律氏是回鹘人身份并不矛盾。述律糯思是述律平的五世祖，两人相距已近百年，加上840年回鹘大量西迁，仍留在契丹中的回鹘族以及其后人称自己为契丹人是很正常的。再者，原生活在契丹中的回鹘人不排除契丹化的可能，同时回鹘西迁后，生活在契丹中的回鹘人数量大减，保持使用回鹘语的可能性是非常小，所以述律平本人并不通晓回鹘语的现象自然当为情理中亊。
《辽史》中对述律平的记载还有述律平借用“白马青牛”的回鹘族源传说的事件，述律平本为回鹘人，自然熟悉此传说，她不仅借用了此说，还把自己也同这个传说联系到了一起，目的无非是想进一步神化自己巩固地位。辽朝建立不久后，开始创立契丹文，契丹小字由耶律迭剌受回鹘文启示，对大字加以改造而成。契丹语与回鹘语同属阿尔泰语系，回鹘语属于典型的粘着语，契丹语也普遍存在此情况，而且与回鹘语一样，也有元音和谐的特点。
有辽一代219年间，甘州回鹘向契丹朝贡的次数为64，辽朝政权为接待回鹘商旅还在上京都南门设置了“回鹘营”，史载“回鹘商贩留居上京，置营居之”。公元1020年沙州归义军曹氏遗使入辽，在朝贡时称自己为“沙州回鹘”，有学者认为这是历史文献记载有误所致，但也有学者认为，此实乃归义军政权的有意所为，因辽朝外戚的回鹘祖先身份，才使得归义军政权自称自己为回鹘人，藉以拉近与辽政权的关系。有学者指出，10至11世纪的辽政权与西州和甘州回鹘关系十分特殊，因为辽朝皇帝外戚和母系多出自回鹘述律氏，在后族的推崇影响下，契丹贵族敬奉佛教，对辽国宗教信仰产生了很大的影响。西州回鹘不仅在政治上为辽之附属，而且在经济上、佛教信仰上交往也很密切。

### 契丹说
主张述律氏是契丹族的，认为述律平本人不通晓回鹘语，因此不可能是回鹘人。另外，先世为回鹘人，此“回鹘”应是“突厥”之误，实际述律氏先世是半汉化的契丹人，在武则天时，曾为突厥默啜可汗虏去过，后世放还，如在《资治通鉴》记载696年突厥默啜乘间袭松漠都督府城，俘虏李尽忠、孙万荣妻子老幼妇女以归，697年默啜又围攻契丹新城3日，克之，尽俘以归，孙万荣闻讯，军心大乱。新、旧唐书的《突厥传》都详细记载了这件事的原委。学者认为这一事件就是《元史》的述律或石抹也先传的来源，据其载“石抹也先者，辽人也。其先，尝仍肖后族入突厥，及后还而族留。至辽为述律氏，号称后族。辽亡，改述律氏为石抹氏”。但是反对者指出，对于述律氏本为半汉化的契丹人曾被突厥所虏的说法在《辽史》中未见任何相关记载，而且在其他史料中也没有被提及，仅凭《元史》的记载还很难成立，所以《辽史》中关于述律氏的先祖为回鹘人的说法是可信的。